# Malá Lehota
Malá Lehota este o comună slovacă, aflată în districtul Žarnovica din regiunea Banská Bystrica. Localitatea se află la altitudinea de 596 m deasupra n.m., se întinde pe o suprafață de 22,84 km2 și în 2017 număra 860 de locuitori.

## Istoric
Localitatea Malá Lehota este atestată documentar din 1388.

## Demografie
| An:                | 1994 | 2004    | 2014    | 2024    |
| ------------------ | ---- | ------- | ------- | ------- |
| Număr de persoane: | 1166 | 1017    | 885     | 791     |
| Diferență:         |      | −12,77% | −12,97% | −10,62% |

| An:                | 2023 | 2024   |
| ------------------ | ---- | ------ |
| Număr de persoane: | 812  | 791    |
| Diferență:         |      | −2,58% |